# ميكانيكا إنشائية

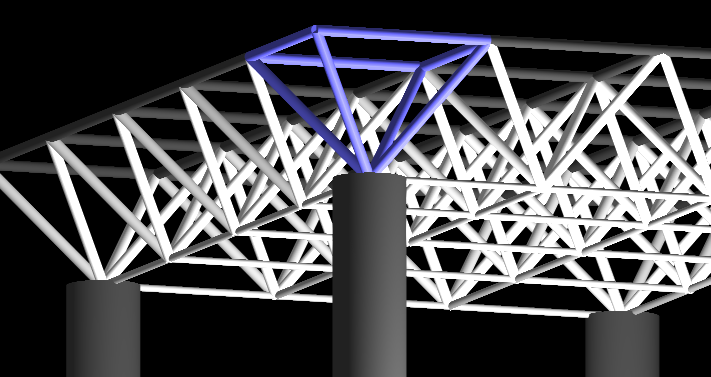
إطار المساحة المستخدمة في هيكل أحد المباني

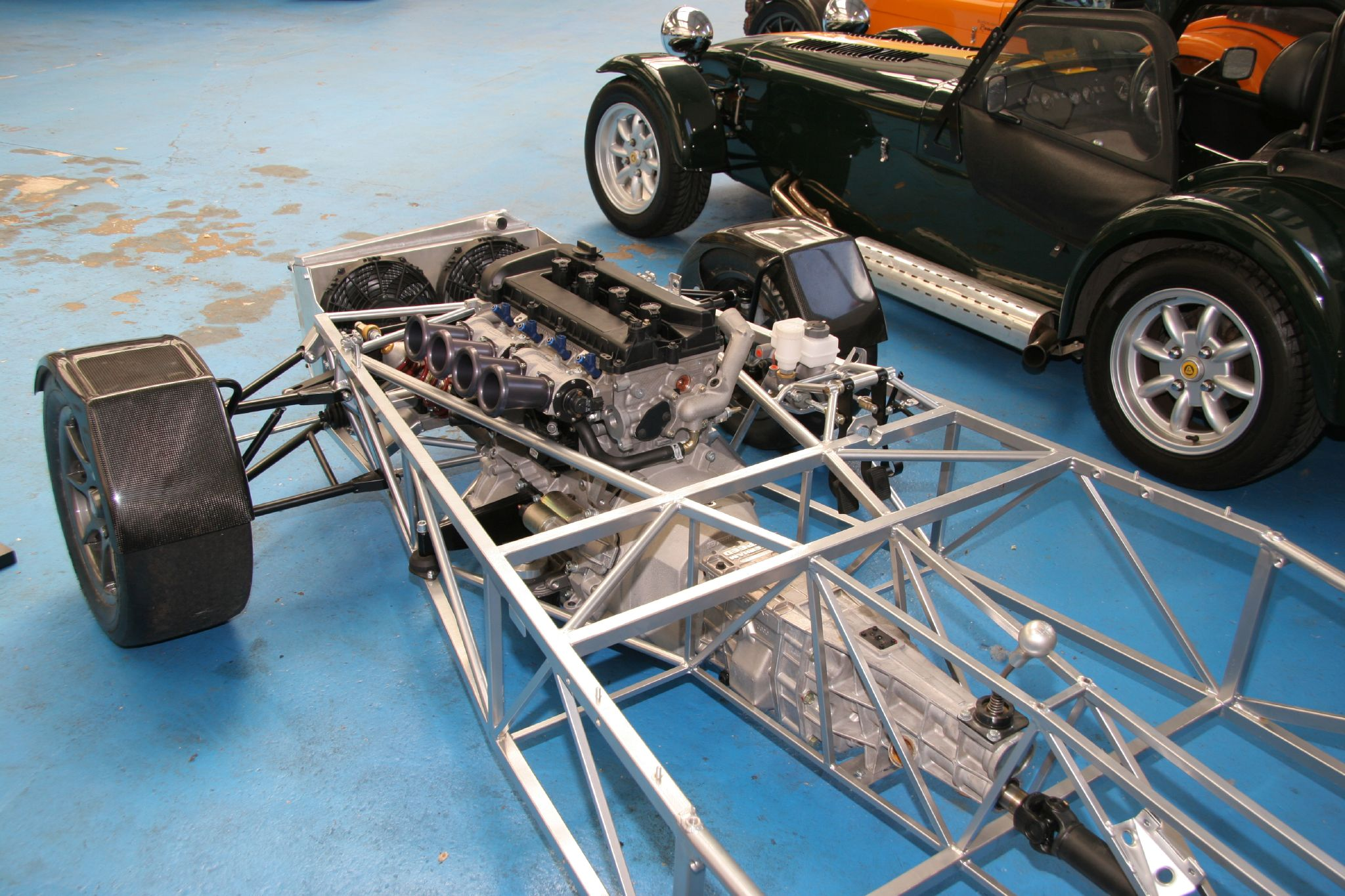
الإطار الأنبوبي المستخدم في إحدى سيارات السباق

الميكانيكا الإنشائية أو قوى نال ('nal) أو أشكال الإجهاد (معادلات الإجهاد) داخل الإنشاءات، سواء كان ذلك لتقييم التصميم أو المنشآت الموجودة. هي مجموعة ثانوية من التحليل الإنشائي. يحتاج تحليل الميكانيكا الإنشائية إدخال بيانات مثل أحمال الإنشاءات والتمثيل الهندسي للإنشاء وحالات دعم خصائص المواد. يمكن أن تتضمن كميات المخرجات ردود أفعال داعمة، مثل أشكال الإجهاد والإزاحة. يمكن أن تتضمن الميكانيكا الإنشائية المتقدمة تأثيرات الثبات والسلوك غير الخطي.
تمثل الميكانيكا الإنشائية أحد مجالات الدراسة في الميكانيكا التطبيقية التي تبحث في سلوك الإنشاءات تحت الأحمال الميكانيكية، مثل انحناء كمرة وانبعاج عمود والتواء عمود الإدارة وانحراف هيكل رقيق واهتزاز جسر.
هناك ثلاثة مناهج لإجراء التحليل: طريقة الطاقة أو طريقة المرونة أو طريقة القساوة المباشرة التي تطورت فيما بعد إلى طريقة العناصر المحدودة ومنهج تحليل البلاستيك.

## طرق القساوة
- طريقة القساوة المباشرة
- طريقة العناصر المحدودة في الميكانيكا الإنشائية

## الموضوعات الرئيسية
- نظرية الشعاع
- الالتواء
- هندسة الزلازل
- طريقة العناصر المحدودة في الميكانيكا الإنشائية
- الألواح والهياكل
- الفتل
- الجمالونات
- القساوة
- الديناميكا الإنشائية
- عدم الاستقرار الإنشائي

## وصلات خارجية
- Structural Mechanics Corporation- Advanced Engineering Analysis, Design, Testing, and Consulting
- Structural Mechanics Module - Comsol Multiphysics

truss is a most useful part of mechanics